# Elisabeth Volkenrath
Elisabeth Volkenrath, född 5 september 1919 i Schönau an der Katzbach, död 13 december 1945 i Hameln, var en tysk fångvaktare (SS-Oberaufseherin). Hon var verksam som lägervakt i koncentrationslägren Ravensbrück, Auschwitz-Birkenau och Bergen-Belsen. Efter andra världskriget avrättades hon för krigsförbrytelser.

## Biografi
Före andra världskriget arbetade Volkenrath som frisör och efter krigsutbrottet 1939 fick hon arbete i en ammunitionsfabrik. I slutet av 1941 kommenderades Volkenrath till Ravensbrück, där hon genomgick vaktutbildning under Dorothea Binz. I mars 1942 förflyttades hon till Auschwitz I (Stammlager) som Aufseherin (övervakare) i lägrets skrädderi. I augusti samma år kom hon till kvinnolägret i Auschwitz-Birkenau, där hon bland annat var ansvarig för paketleveranser till lägret och utdelningen av bröd. Hon återfördes till Auschwitz I och befordrades till Oberaufseherin (chefsövervakare). I samband med evakueringen av Auschwitz lämnade Volkenrath lägret den 18 januari 1945 och kom i början av februari till Bergen-Belsen, där hon blev verksam under Josef Kramers befäl.
Bergen-Belsen befriades av allierade trupper den 15 april 1945 och lägerpersonalen greps. I september samma år ställdes Volkenrath inför rätta vid Belsenrättegången tillsammans med fyrtiofyra andra fångvaktare och kapos. Hon befanns skyldig och dömdes till döden genom hängning. Volkenrath avrättades tillsammans med två andra kvinnliga lägervakter, Irma Grese och Juana Bormann. Skarprättare var Albert Pierrepoint.

### Webbkällor
- ”First Belsen Trial Oberaufseherin Elisabeth Volkenrath/Mühlan” (på engelska). BergenBelsen.co.uk. Arkiverad från originalet den 1 januari 2014. https://www.webcitation.org/6MJ2hswGT?url=http://www.bergenbelsen.co.uk/pages/Staff/Staff.asp?CampStaffID=28. Läst 1 januari 2014.